# Arara
Arara er en by i delstaten Paraíba i det nordøstlige Brasilien med et indbyggertal på 12.212 (2022) indbyggere.